# Cumberland Falls
Cumberland Falls ist ein großer Wasserfall, den der Cumberland River im südöstlichen Kentucky bildet.

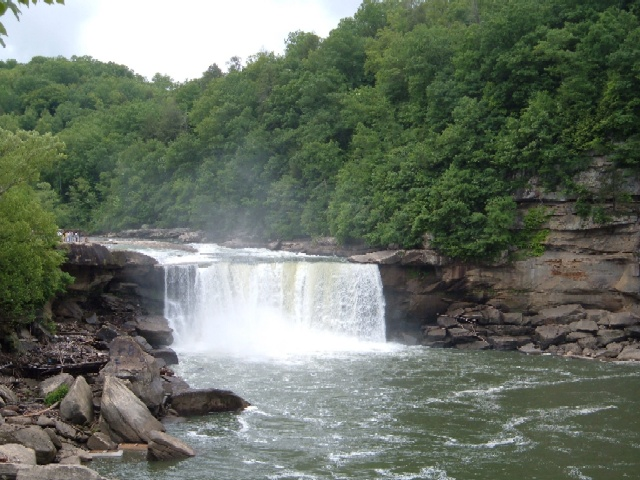
Cumberland Falls

## Lage
Er ist der Mittelpunkt des Cumberland Falls State Park. Der oben erwähnte Fluss bildet die natürliche Grenze zwischen dem McCreary County und dem Whitley County. Folglich befindet sich der Park in beiden Verwaltungseinheiten. Der Park grenzt an das Gebiet des Daniel Boone National Forest.

## Natur
Die Wasserfälle sind rund 21 m hoch und 40 m breit. Sie werden von einer Sandsteinbank gebildet. In der Gischt der Cumberland Falls kann in klaren Vollmondnächten ein Mondbogen zu beobachten sein.

## Geschichte
Die Cumberland Falls werden schon früh in Reisebeschreibungen erwähnt. 1750 wurden sie von Dr. Thomas Walker auf seiner Erkundung Kentuckys nach dem Herzog von Cumberland benannt. Richard Henry Collins bezeichnet die Fälle in seiner Geschichte Kentuckys von 1874 als eines der bemerkenswertesten Objekte des Staats. Um 1800 waren die Fälle und das umliegende Land in Privatbesitz. Da die Fälle schon im 19. Jahrhundert Touristen anlockten, wurde bei ihnen ein Hotel errichtet. 1931 wurde der die Fälle umgebende State Park gegründet.